# Hans-Rainer Müller

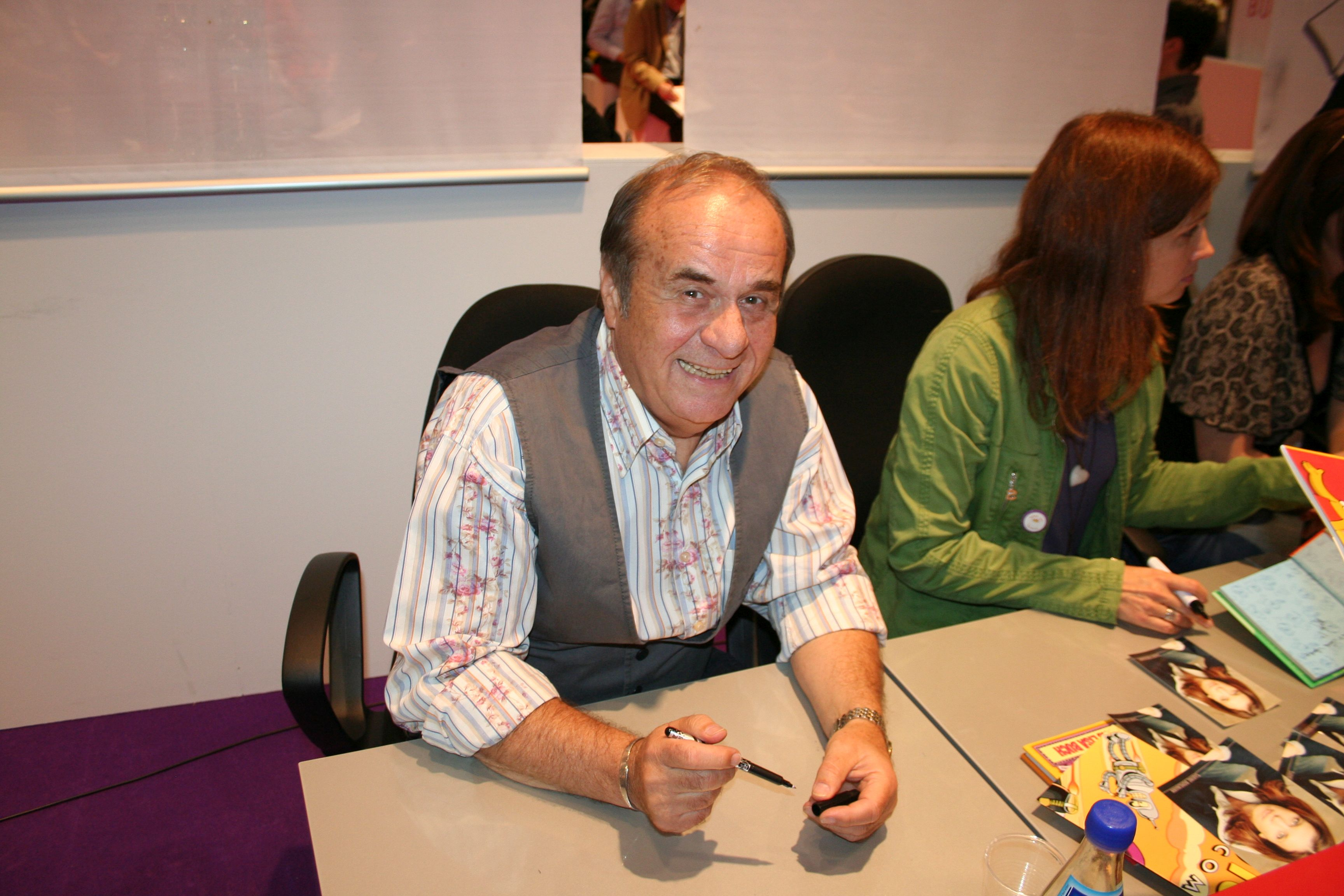
Hans-Rainer Müller (2010)

Hans-Rainer Müller (* 3. Oktober 1945 in Zwickau) ist ein deutscher Schauspieler und Synchronsprecher.

## Leben und Werk
Hans-Rainer Müller begann seine schauspielerische Laufbahn 1969 am Kabarett Die Wühlmäuse in Berlin. Es folgten Engagements an zahlreichen deutschsprachigen Bühnen in Berlin (Kammerspiele), Regensburg, München, am Theater Augsburg, Marburg und Zürich. In München spielte Müller unter anderem im Komödienstadel. In dieser Zeit wurden einige Aufführungen auch für die Programme der ARD aufgezeichnet. Bei den Weilheimer Festspielen war er als Wormser im Hauptmann von Köpenick, und in einer der letzten Produktionen der Komödie am Max II in München neben Despina Pajanou und Norbert Heckner zu sehen.

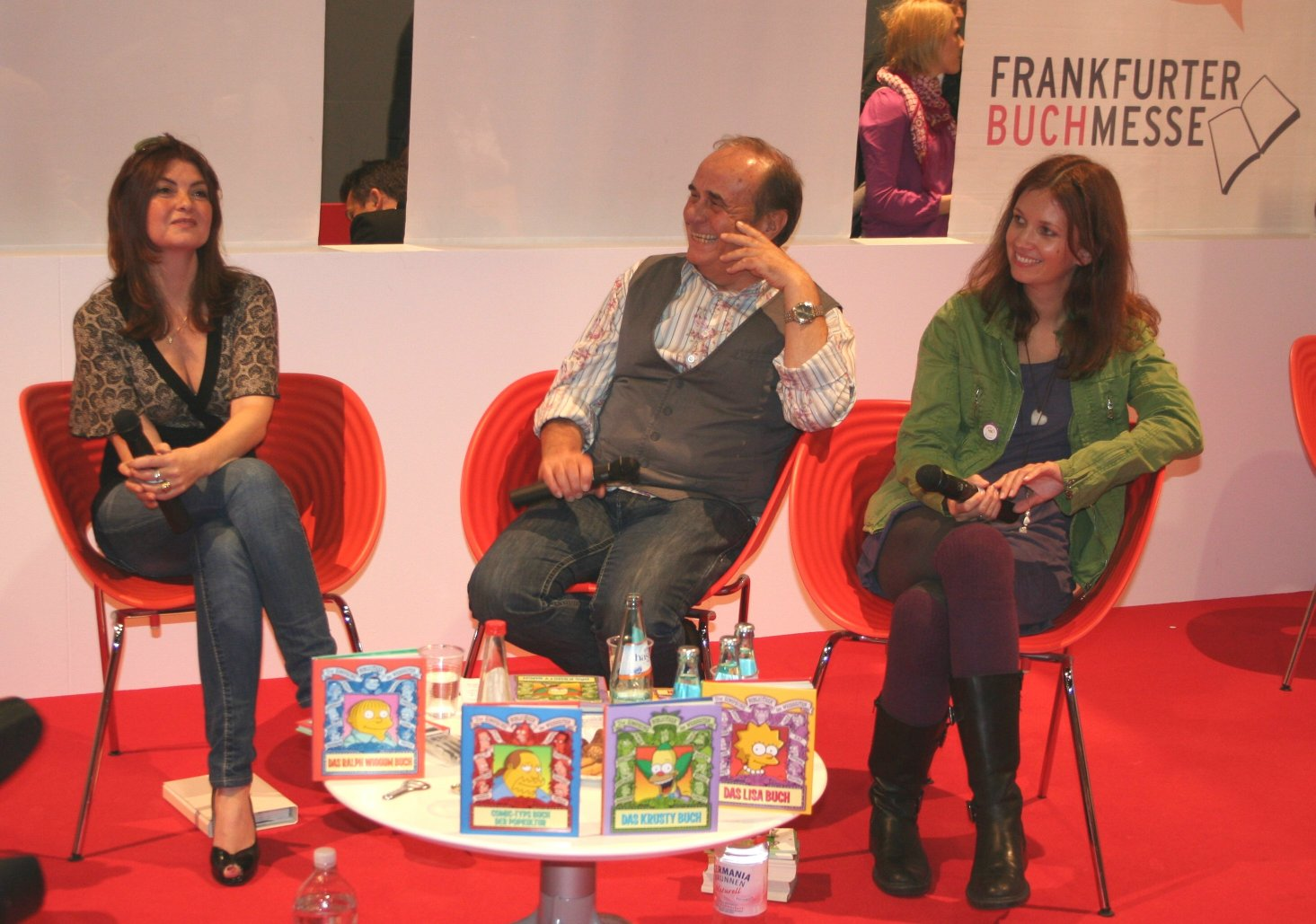
Hans-Rainer Müller auf der Frankfurter Buchmesse

Daneben wirkte er in einigen Fernsehproduktionen mit wie Derrick, Der Alte, der ZDF-Gerichtsreihe Streit um drei und der ARD-Show Wunschkonzert.
Einem breiten Publikum ist Müller aber vor allem durch seine markante Stimme bekannt. Als Synchronsprecher lieh er sie international bekannten Schauspielkollegen wie Danny DeVito (Zeit der Zärtlichkeit), Nathan Lane (Isn’t She Great?), Jason Alexander (Love! Valour! Compassion!) sowie James Eckhouse in der Fernsehserie Beverly Hills, 90210. Oft sprach er in deutschen Synchronfassungen auch Zeichentrickfiguren wie Krusty, den Clown bei den Simpsons, Bender, den Biege-Roboter von Futurama, Hugo in Disneys Der Glöckner von Notre Dame, Toadie in Disneys Gummibärenbande, Ruel Strout in Wakfu und Yogi Bär in der gleichnamigen Serie. Auch sprach er in der Cartoon-Serie Immer Ärger mit Newton die Hauptfigur Newton, den Molch. Darüber hinaus ist er die Synchronstimme von Dr. Jonathan Weed, dem Chef von Familienoberhaupt Peter Griffin, Barkeeper Horace, sowie die des Sensenmannes (1. Stimme), alle aus der Zeichentrick-Serie Family Guy.
In den Zeichentrickserien Die Simpsons, Family Guy und South Park synchronisiert Müller als Nachfolger von Michael Rüth die Figuren Abraham Simpson, Seamus und Mr. Garrison.

## Filmografie (Auswahl)
- 1963–1967: Das Zauberkarussell (Fernsehserie, Stimme von Zebulon)
- 1983: Polizeiinspektion 1 – Die Fortuna-Verkehrs-GmbH
- 1983: Die Rückkehr der Träume
- 1984: Heimat – Eine deutsche Chronik
- 1987: Die Hausmeisterin

## Hörspiele (Auswahl)
- Der Glöckner Von Notre Dame: Das Original-Hörspiel zum Film. Walt Disney Records, 2003.
- Knorx und seine Freunde bei den Römern. Rec Star, 2006.
- Die Simpsons – Das Original-Hörspiel zur TV-Serie, Die komplette Staffel 23. Edel Germany, 2016.
- Dumbo (Real-Kinofilm) – Das Original-Hörspiel zum Film, Disney (Kiddinx), 2019.